# Império do Espírito Santo da Canada de Belém
O Império do Espírito Santo da Canada de Belém é um Império do Espírito Santo português que se localiza na freguesia açoriana de Terra-chã, lugar da Canada de Belém , concelho de Angra do Heroísmo, ilha Terceira, arquipélago dos Açores.
Este Império do Espírito Santo tem a sua fundação no século XX mais precisamente no ano de 1958.